# Chaise en X

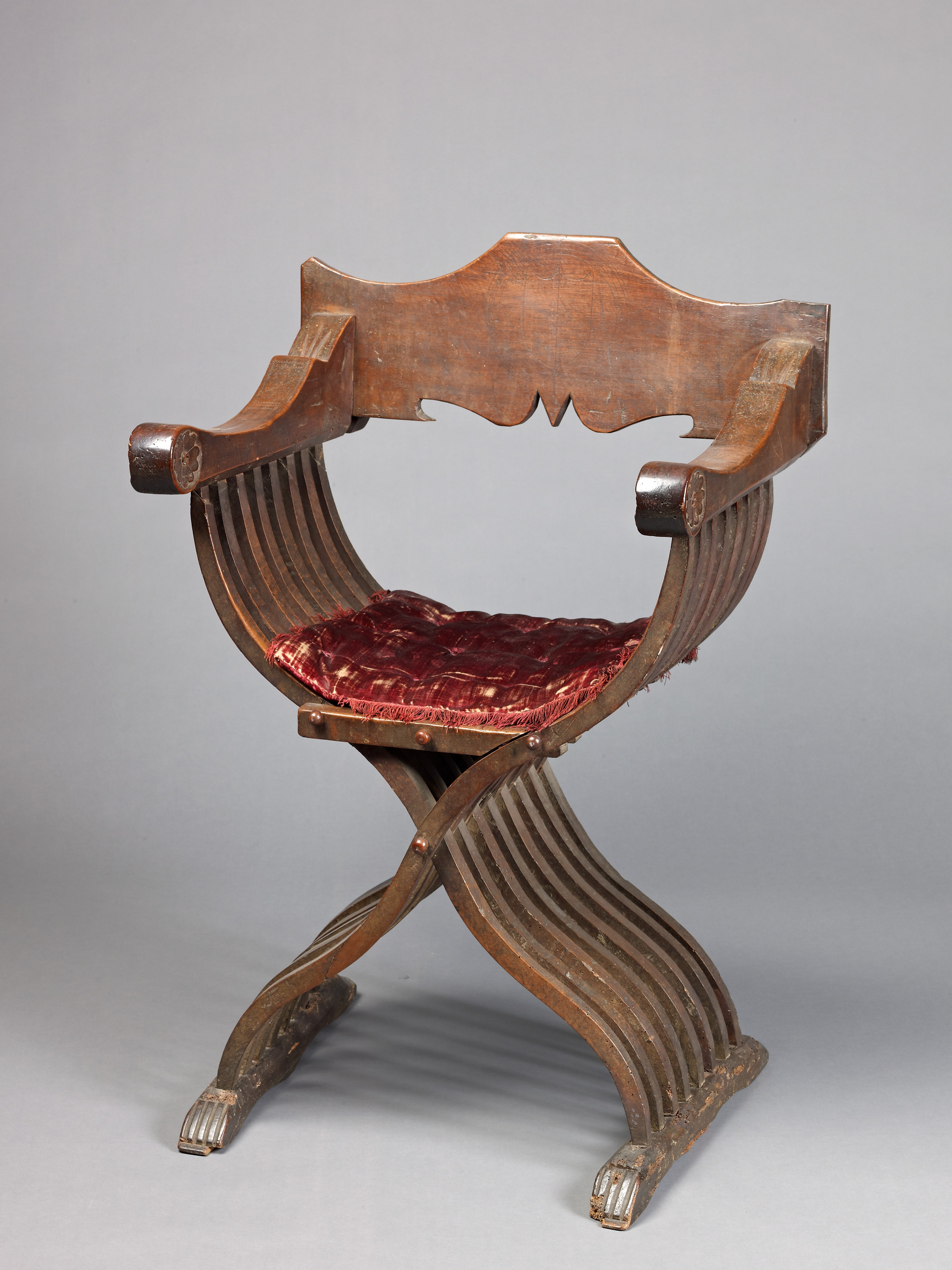
Chaise Savonarole en noisetier reconstruite au XIXe siècle à partir d'éléments anciens, et coussin de velours du XVe siècle. Metropolitan Museum of Art, New York.

Une chaise en X est une chaise avec un cadre en forme de croix de saint André (×). Ce type de chaise est utilisé dès l'Antiquité, en Égypte, à Rome et en Grèce. Parmi les chaises en X, on compte  le faldistoire, réservé aux dignitaires religieux, ainsi que la chaise Savonarole de la Renaissance italienne, pliable et dotée d'accoudoirs.

## Histoire

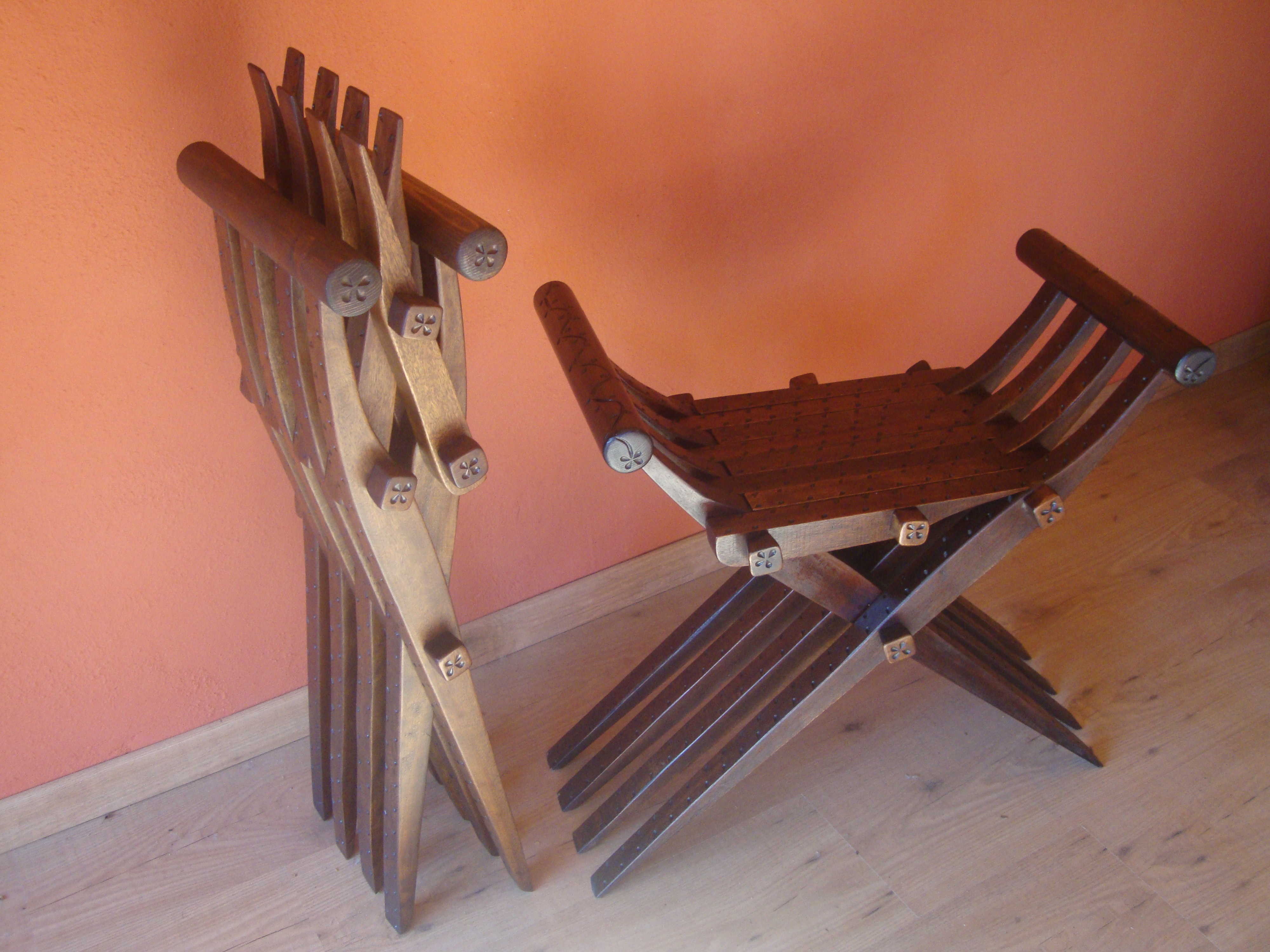
Modèle de tabourets médiévaux pliés et dépliés.

Des chaises en X ont été retrouvées dans d'anciennes tombes égyptiennes, souvent ornées de sculptures en forme d'animaux ou des draperies en peau d'animaux. La chaise romaine en X — le siège curule — était utilisée par les magistrats disposant de l'imperium.
En Italie, les chaises pliantes en X typiques de la Renaissance italienne sont appelées sedia Savonarola ou sedia Dante, en référence à Jérôme Savonarole et Dante Alighieri,.

## Conception

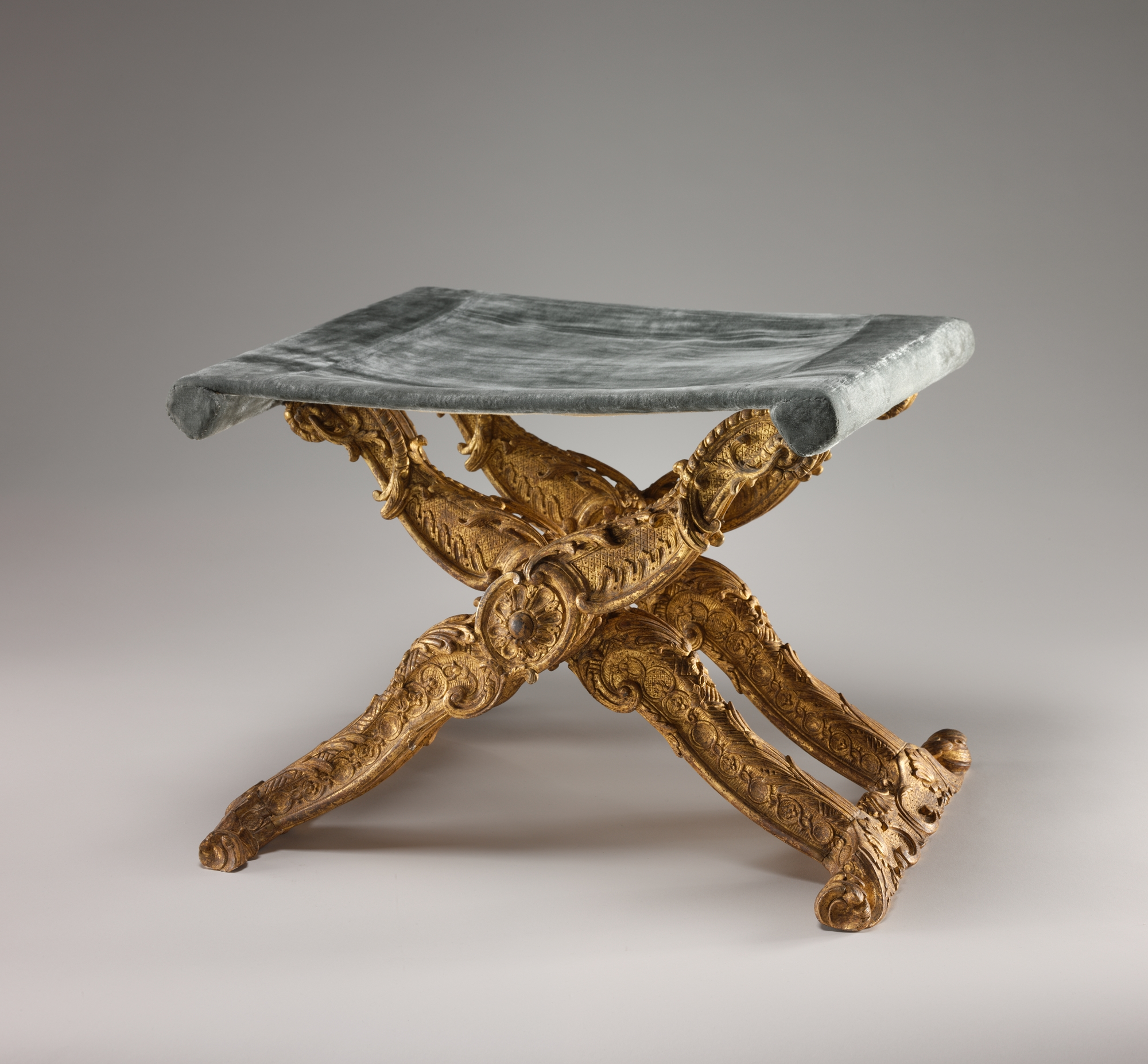
Tabouret rococo, Paris, fin des années 1730.

Les chaises en bois sont souvent recouvertes de soie ou de velours. Le siège est constitué de coussins lâches reposant sur les sangles entre les rails latéraux des cadres. Cette forme est relancée à l'époque néoclassique. Elle figure dans l'annuaire du cabinet de Thomas Sheraton de 1803.